# Centre Nacional d'Esports Papendal
El Centre Nacional d'Esports Papendal és un centre nacional esportiu dels Països Baixos, situat a la regió del Veluwe, a 8 km d'Arnhem.

## Centre d'Esports Nacional

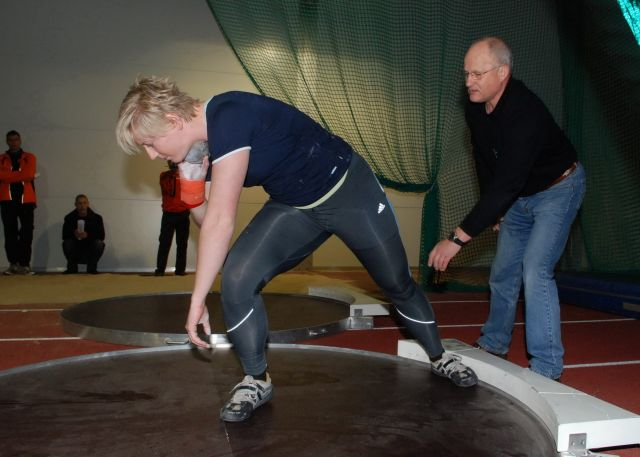
L'entrenador Dieter Kollark donant instruccions a l'atleta alemany a les instal·lacions d'interior del Centre Esportiu Papendal.

El primer esdeveniment que es va realitzar al centre Papendal foren els Jocs Paralímpics de 1980, entre el 21 de juny i el 5 de juliol. Tot i així, el centre no va desenvolupar-se plenament fins a partir del 1993, moment en què va aparèixer el Comitè Olímpic Neerlandès (CON) i la Federació Esportiva Neerlandesa (FSN). El CON i la FSN estan formats per 90 organitzacions esportives afiliades, que representen uns 2.700 esportistes.
Papendal també és l'indret on s'entrena l'equip de futbol SBV Vitesse, així com tot el seu sistema formatiu. A més, a les instal·lacions hi ha una sala de conferències i un hotel.
Per preparar-se per als Jocs Olímpics de Londresede 2011s va construir a les instal·lacions una rèplica del circuit de BMX racing London Velopark. Aquesta pista va ser l'indret escollit per disputar una prova dels UCI BMX World Championships els dies 27 i 28 de maig de 2011.
Des del gener de 2013 el Centre d'Esports Papendal es va separar oficialment del CON i la FSN, apareixent com a organització independent. Aquesta separació va aportar molts beneficis comercials al centre. Actualment hi ha instal·lacions per diversos esports, com ara l'atletisme o el ciclisme, entre d'altres.

## Jocs de Papendal

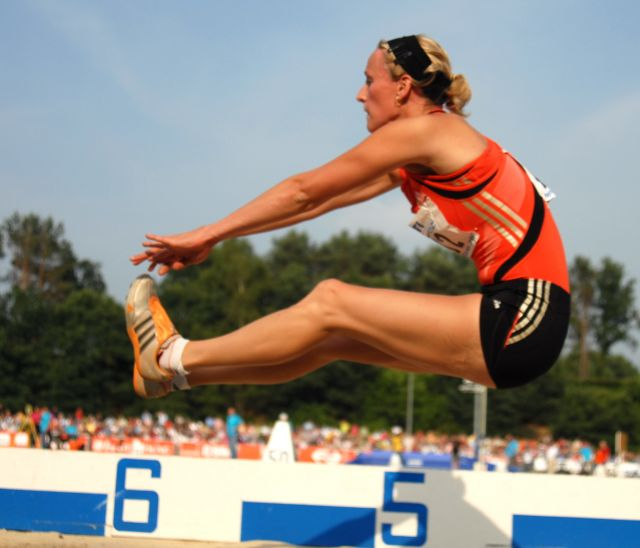
Laurien Hoos competint en els Jocs de Papendal del 2007.

Els Jocs de Papendal eren un torneig d'atletisme que es disputava anualment. Juntament amb els Jocs de Fanny Blankers-Koen i l'NK Athletics Papendal, aquests events combinats eren l'esdeveniment atlètic més important dels Països Baixos. Se celebrava a principis d'estiu, essent tradicionalment una de les darreres oportunitats pels atletes neerlandesos de classificar-se per als principals tornejos internacionals. Els Jocs de Papendal es van disputar per darrera vegada el 2008, principalment per la incapacitat de trobar un patrocinador.